# Chadzjievo
Chadzjievo (bulgariska: Хаджиево) är ett distrikt i Bulgarien.   Det ligger i kommunen Obsjtina Pazardzjik och regionen Pazardzjik, i den centrala delen av landet, 110 km sydost om huvudstaden Sofia.
Trakten runt Chadzjievo består till största delen av jordbruksmark. Runt Chadzjievo är det ganska tätbefolkat, med 124 invånare per kvadratkilometer.